# JavaOne

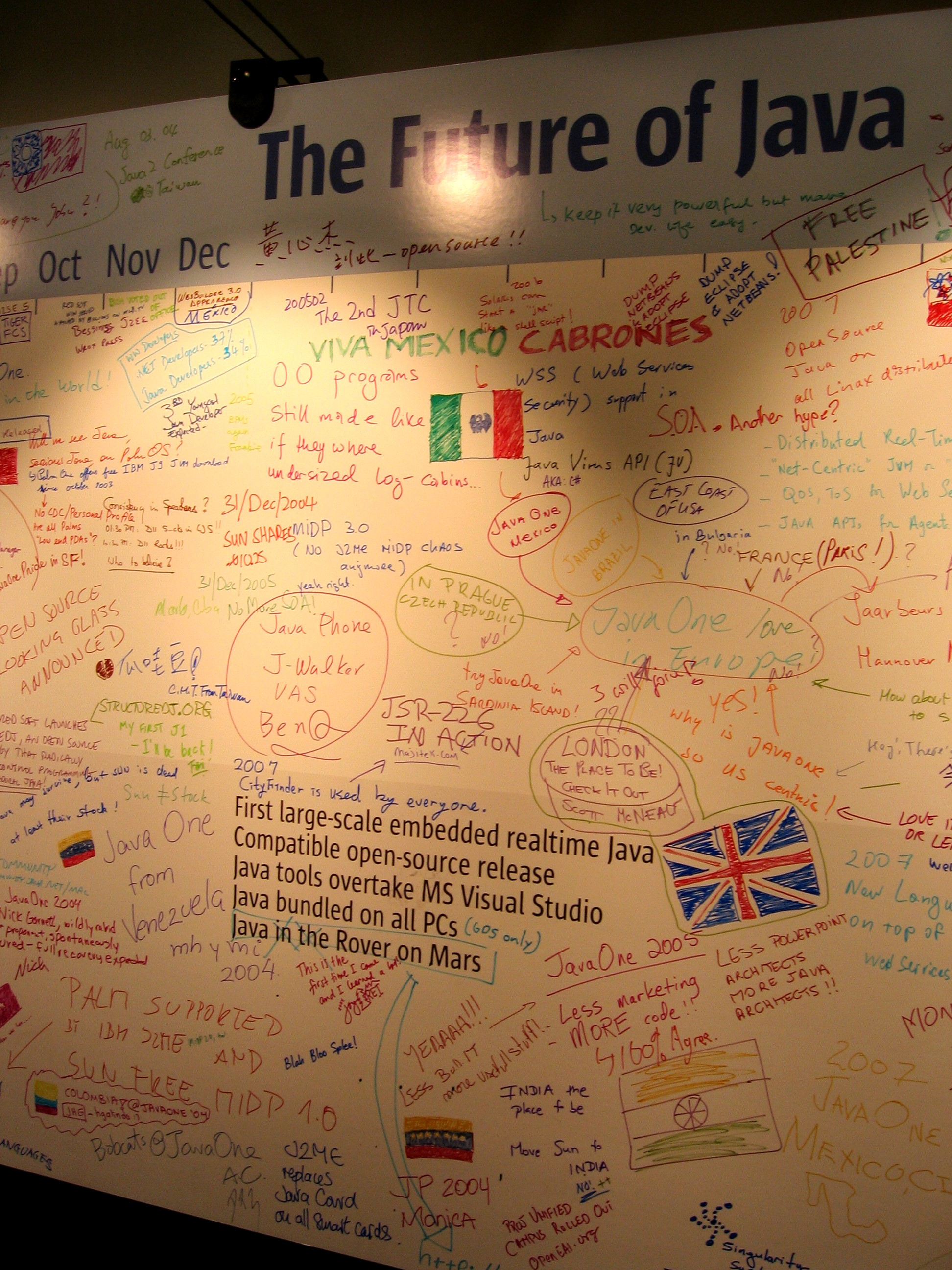
„Die Zukunft von Java“ – Whiteboard mit Beiträgen der Teilnehmer der JavaOne 2004.

JavaOne ist eine jährlich stattfindende Konferenz, die 1996 von Sun Microsystems eingeführt wurde, um die Java-Technologien, überwiegend unter Java-Entwicklern, zu diskutieren. JavaOne wird in San Francisco abgehalten und läuft normalerweise von Sonntag bis Freitag. Am Tage werden überwiegend technische Vorträge zu einer Reihe unterschiedlicher Themen, am Abend werden so genannte Birds of a Feather (BOF)-Vorträge gehalten. BOF-Vorträgen erlauben es, sich auf einen bestimmten Aspekt der Java-Technologie zu konzentrieren.
Der Zutritt zu technischen Vorträgen, Grundsatzpräsentationen, Ausstellungen, und BOF-Vorträgen ist nur nach Vorlage eines Konferenzausweises möglich. Dieser kostet zwischen 1795 und 1995 USD.
Im Jahr 1999 wurde auf der Konferenz ein Ereignis namens Hackathon abgehalten, ein Wettstreit, der von John Gage erfunden wurde. Teilnehmer mussten ein Programm in Java für den neuen Palm V schreiben, das durch Verwendung der Infrarot-Schnittstelle mit anderen Palm-Nutzern in Verbindung tritt und das Gerät im Internet registriert.
JavaOne 2010, die erste Konferenz nach der Übernahme von Sun durch die Oracle Corporation, wurde vom 19. bis 23. September abgehalten, gleichzeitig mit Oracle OpenWorld. Dies war das erste Jahr, in dem die Konferenz nicht mehr im Moscone Center gehalten wurde, stattdessen wurde sie in mehreren naheliegenden Hotels gehalten.
Ab 2018 läuft die Konferenz unter dem Namen CodeOne. Dort werden erstmals neben Java auch andere Programmiersprachen, wie Go, Rust, Python, JavaScript und R behandelt.

## CommunityOne
2007 wurde die dazugehörige Veranstaltung CommunityOne ins Leben gerufen, die für die breitere Öffentlichkeit der Entwickler von freier und quelloffener Software gedacht war. Am 5. Mai 2008 wurde das zweite jährliche CommunityOne abgehalten.
2009 wurde das CommunityOne nach New York City (CommunityOne East, 18. bis 19. März) und Oslo, Norwegen (CommunityOne North, 15. April) ausgeweitet. Das dritte jährliche CommunityOne in San Francisco fand vom 1. bis 3. Juni 2009 im Moscone Center statt.
Vorträge waren unter anderem:
- Cloud Platforms – Entwicklung und Verteilung bei Cloud Computing.
- Social and Collaborative Platforms – Soziale Netzwerke und Trends des Web 2.0.
- RIAs and Scripting – Rich Internet Applications, Skripting und Tools.
- Web Platforms – Dynamische Programmiersprachen, Datenbanken und Webserver.
- Server-side Platforms – SOA, Tools, Anwendungsserver und Datenbanken.
- Mobile Development – Mobile Plattformen, Geräte, Tools und Anwendungsentwicklung.
- Operating Systems and Infrastructure – Geschwindigkeit, Virtualisierung und native Entwicklung.
- Free and Open – Open-Source-Projekte, Geschäftsmodelle und Trends.

CommunityOne wurde nach der Übernahme von Sun durch Oracle eingestellt.

## Vorgestellte Geräte

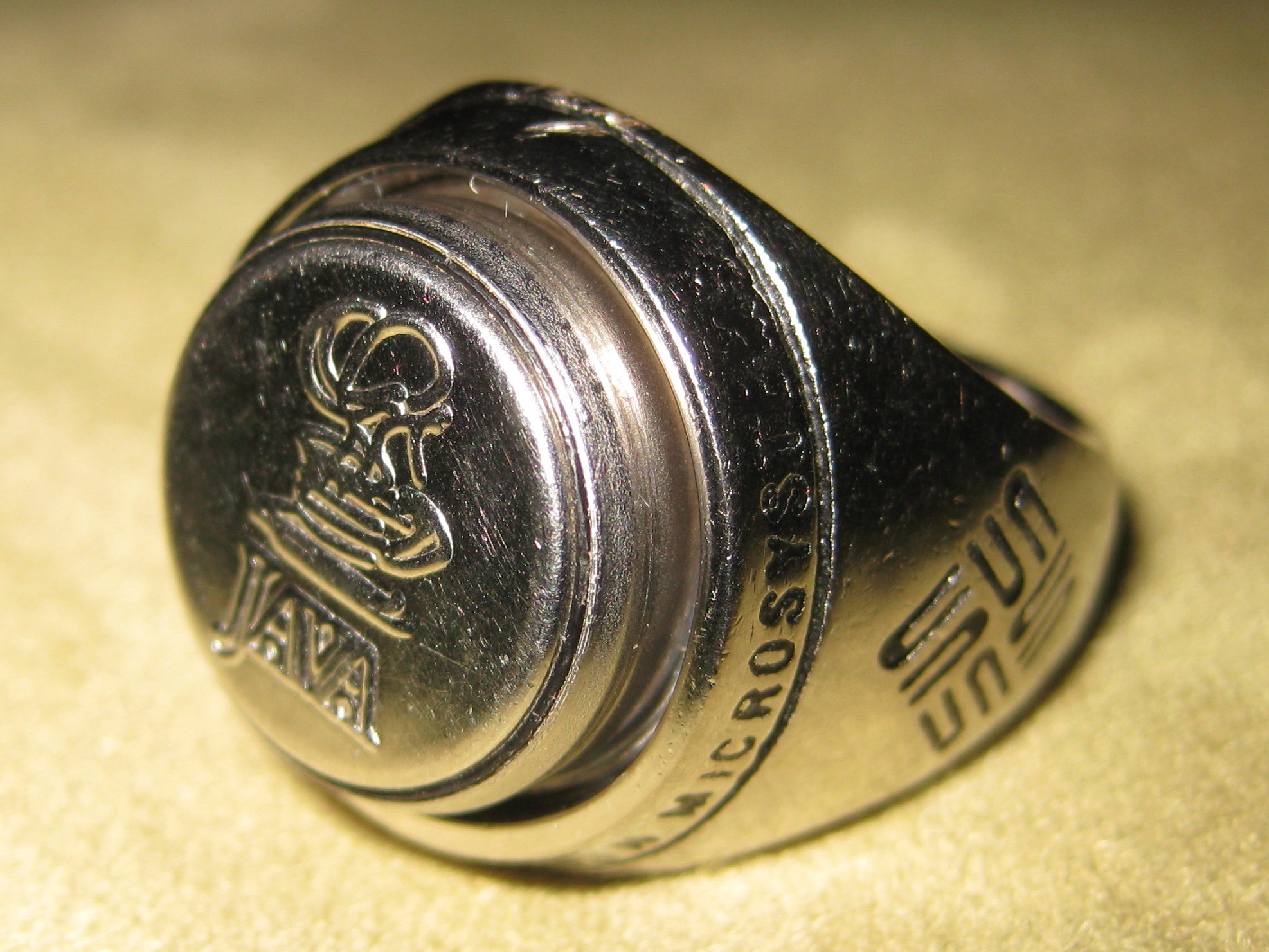
Java ring

Jedes Jahr wurde bei der Konferenz ein neues Gerät vorgestellt, das von den Teilnehmern gekauft werden konnte, normalerweise bevor dies der Öffentlichkeit zum Kauf stand.
- 1998: Java ring
- 1999: Palm V[2]
- 2000
- 2001
- 2002: Sharp Zaurus[3]
- 2003
- 2004: Homepod, ein kabelloses MP3-Abspielgerät von Gloolabs[4]
- 2005
- 2006: SavaJe Jasper S20-Phone
- 2007: RS Media programmierbarer Roboter
- 2008: Sentilla Perk Kit, Pulse Smartpen, Sony Ericsson K850i
- 2009: HTC Diamond mit vorinstalliertem JavaFX